# Poiseul-lès-Saulx
Poiseul-lès-Saulx est une commune française située dans le département de la Côte-d'Or, en région Bourgogne-Franche-Comté.

## Géographie

### Climat
Pour des articles plus généraux, voir Climat de la Bourgogne-Franche-Comté et Climat de la Côte-d'Or.
En 2010, le climat de la commune est de type climat des marges montargnardes, selon une étude du Centre national de la recherche scientifique s'appuyant sur une série de données couvrant la période 1971-2000. En 2020, Météo-France publie une typologie des climats de la France métropolitaine dans laquelle la commune est exposée à un climat océanique altéré et est dans la région climatique  Lorraine, plateau de Langres, Morvan, caractérisée par un hiver rude (1,5 °C), des vents modérés et des brouillards fréquents en automne et hiver. 
Pour la période 1971-2000, la température annuelle moyenne est de 9,7 °C, avec une amplitude thermique annuelle de 16,7 °C. Le cumul annuel moyen de précipitations est de 900 mm, avec 12,5 jours de précipitations en janvier et 8,3 jours en juillet. Pour la période 1991-2020, la température moyenne annuelle observée sur la station météorologique de Météo-France la plus proche, « Bure Les Templiers_sapc », sur la commune de Bure-les-Templiers à 20 km à vol d'oiseau, est de 10,7 °C et le cumul annuel moyen de précipitations est de 898,2 mm,. Pour l'avenir, les paramètres climatiques de la commune estimés pour 2050 selon différents scénarios d'émission de gaz à effet de serre sont consultables sur un site dédié publié par Météo-France en novembre 2022.

## Urbanisme

### Typologie
Au 1er janvier 2024, Poiseul-lès-Saulx est catégorisée commune rurale à habitat dispersé, selon la nouvelle grille communale de densité à 7 niveaux définie par l'Insee en 2022.
Elle est située hors unité urbaine. Par ailleurs la commune fait partie de l'aire d'attraction de Dijon, dont elle est une commune de la couronne,. Cette aire, qui regroupe 333 communes, est catégorisée dans les aires de 200 000 à moins de 700 000 habitants,.

### Occupation des sols
L'occupation des sols de la commune, telle qu'elle ressort de la base de données européenne d’occupation biophysique des sols Corine Land Cover (CLC), est marquée par l'importance des forêts et milieux semi-naturels (85,3 % en 2018), une proportion identique à celle de 1990 (85,3 %). La répartition détaillée en 2018 est la suivante : forêts (85,3 %), terres arables (14,7 %). L'évolution de l’occupation des sols de la commune et de ses infrastructures peut être observée sur les différentes représentations cartographiques du territoire : la carte de Cassini (XVIIIe siècle), la carte d'état-major (1820-1866) et les cartes ou photos aériennes de l'IGN pour la période actuelle (1950 à aujourd'hui).

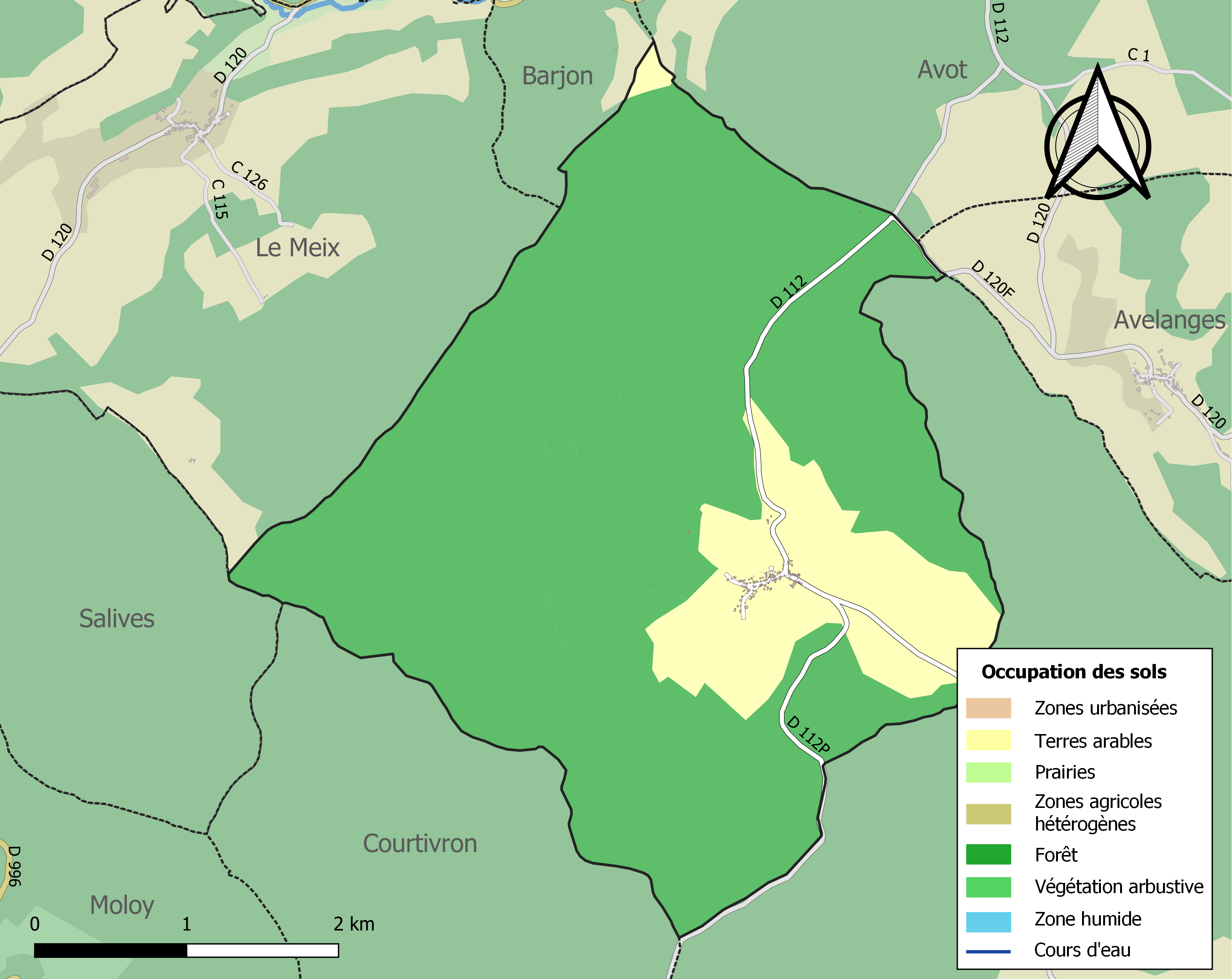
Carte des infrastructures et de l'occupation des sols de la commune en 2018 (CLC).

## Politique et administration
| Période    | Période   | Identité           | Étiquette | Qualité |
| ---------- | --------- | ------------------ | --------- | ------- |
| avant 1995 | ?         | M. Alphonse Chalet | DVD       |         |
| mars 2001  | mars 2008 | M. Paul Baumann    |           |         |
| mars 2008  | 2014      | M. Claude Albin    |           |         |
| mars 2014  | mai 2020  | M. Paul Baumann    |           |         |
| mai 2020   | en cours  | M. Éric Royer      |           |         |

## Démographie
L'évolution du nombre d'habitants est connue à travers les recensements de la population effectués dans la commune depuis 1793. Pour les communes de moins de 10 000 habitants, une enquête de recensement portant sur toute la population est réalisée tous les cinq ans, les populations de référence des années intermédiaires étant quant à elles estimées par interpolation ou extrapolation. Pour la commune, le premier recensement exhaustif entrant dans le cadre du nouveau dispositif a été réalisé en 2008.

En 2022, la commune comptait 75 habitants, en évolution de +15,38 % par rapport à 2016 (Côte-d'Or : +0,82 %, France hors Mayotte : +2,11 %).
| 1793 | 1800 | 1806 | 1821 | 1831 | 1836 | 1841 | 1846 | 1851 |
| ---- | ---- | ---- | ---- | ---- | ---- | ---- | ---- | ---- |
| 138  | 170  | 162  | 189  | 177  | 200  | 202  | 218  | 228  |

| 1856 | 1861 | 1866 | 1872 | 1876 | 1881 | 1886 | 1891 | 1896 |
| ---- | ---- | ---- | ---- | ---- | ---- | ---- | ---- | ---- |
| 234  | 198  | 193  | 170  | 142  | 145  | 132  | 136  | 130  |

| 1901 | 1906 | 1911 | 1921 | 1926 | 1931 | 1936 | 1946 | 1954 |
| ---- | ---- | ---- | ---- | ---- | ---- | ---- | ---- | ---- |
| 111  | 93   | 83   | 78   | 72   | 82   | 73   | 78   | 73   |

| 1962 | 1968 | 1975 | 1982 | 1990 | 1999 | 2006 | 2008 | 2013 |
| ---- | ---- | ---- | ---- | ---- | ---- | ---- | ---- | ---- |
| 63   | 64   | 57   | 76   | 51   | 48   | 57   | 60   | 63   |

| 2018 | 2022 | - | - | - | - | - | - | - |
| ---- | ---- | - | - | - | - | - | - | - |
| 69   | 75   | - | - | - | - | - | - | - |

## Lieux et monuments
- Le calvaire, à l'entrée du bourg.
- L'église paroissiale de la Nativité, de style néo-gothique, entièrement restaurée et servant de cadre aux messes de Saint Hubert.
- La fontaine, place de la mairie.
- Le four à pain, petit bâtiment édifié en pierres de pays et recouvert d'une toiture de laves. Abri relais pour les pèlerins allant à Saint-Jacques-de-Compostelle, il sert également de four à pain quelques fois dans l'année. Cet édicule a été restauré sous la précédente mandature.
- La niche-oratoire du Dieu de Pitié, à proximité de l'église.
- Les anciens rouissoirs à chanvre et le vieux lavoir, lieu touristique sur le GR 7 accessible à tous promeneurs ou randonneurs. Aménagé pour les personnes à mobilité réduite, le site est agréé « handicap et tourisme 4 étoiles ».
- À l'entrée de la forêt du mont de l'échelle se trouve un petit bâtiment à 5 côtés qui serait à l'origine du village, une source environnée de tilleuls se trouvant à cet endroit.
- Le parcours pédestre « sources et rouissoirs » permet de fait le tour des différents lieux d'eaux de la commune à travers le massif forestier (environ 11 km).

## Héraldique
| Blason de Poiseul-lès-Saulx | Blason  | De gueules au puits d'argent, au chef d'azur chargé d'une étoile d'or, à la burelle d'argent brochant sur la partition. |
| Blason de Poiseul-lès-Saulx | Détails | Le statut officiel du blason reste à déterminer.                                                                        |

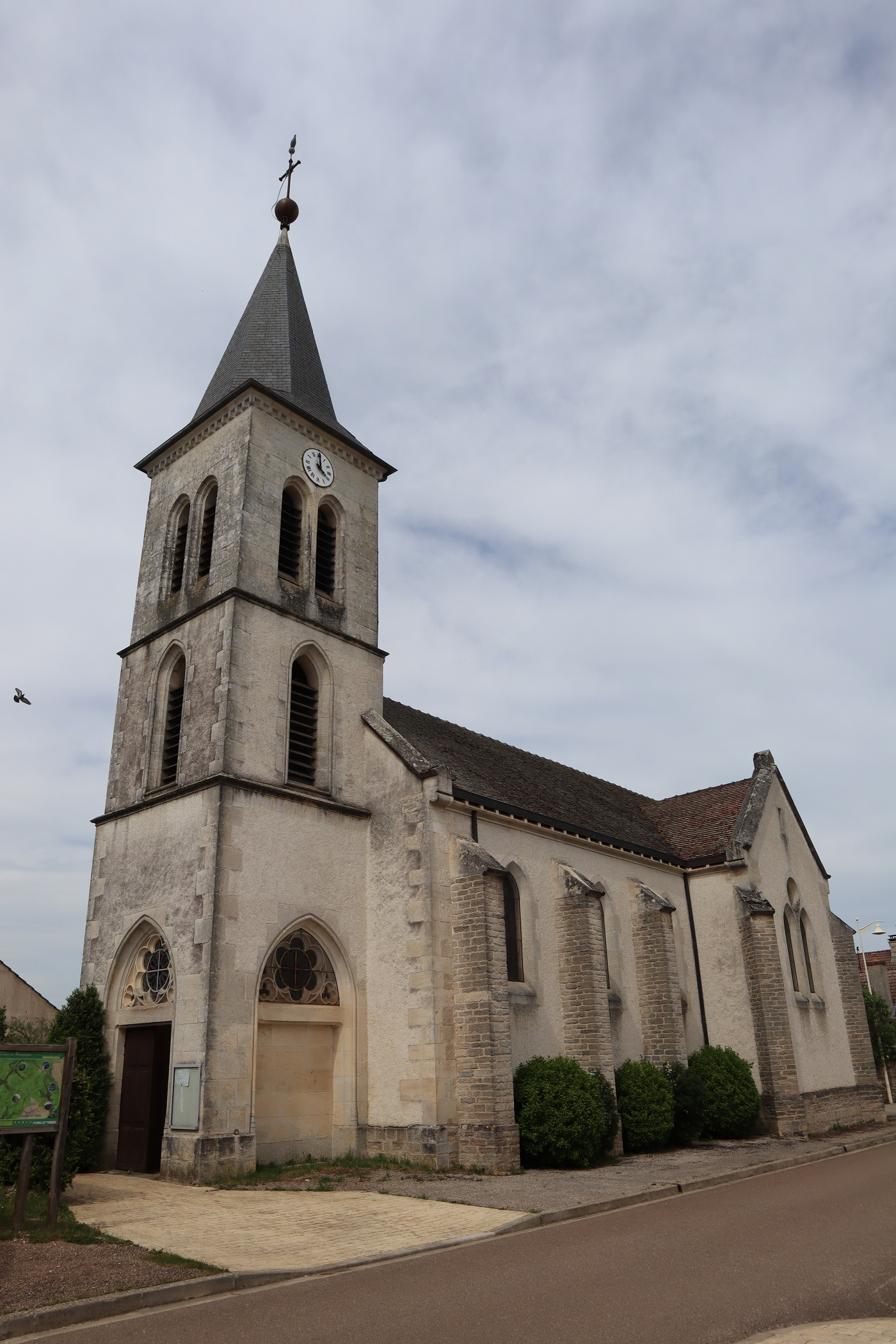
L'église de la Nativité.
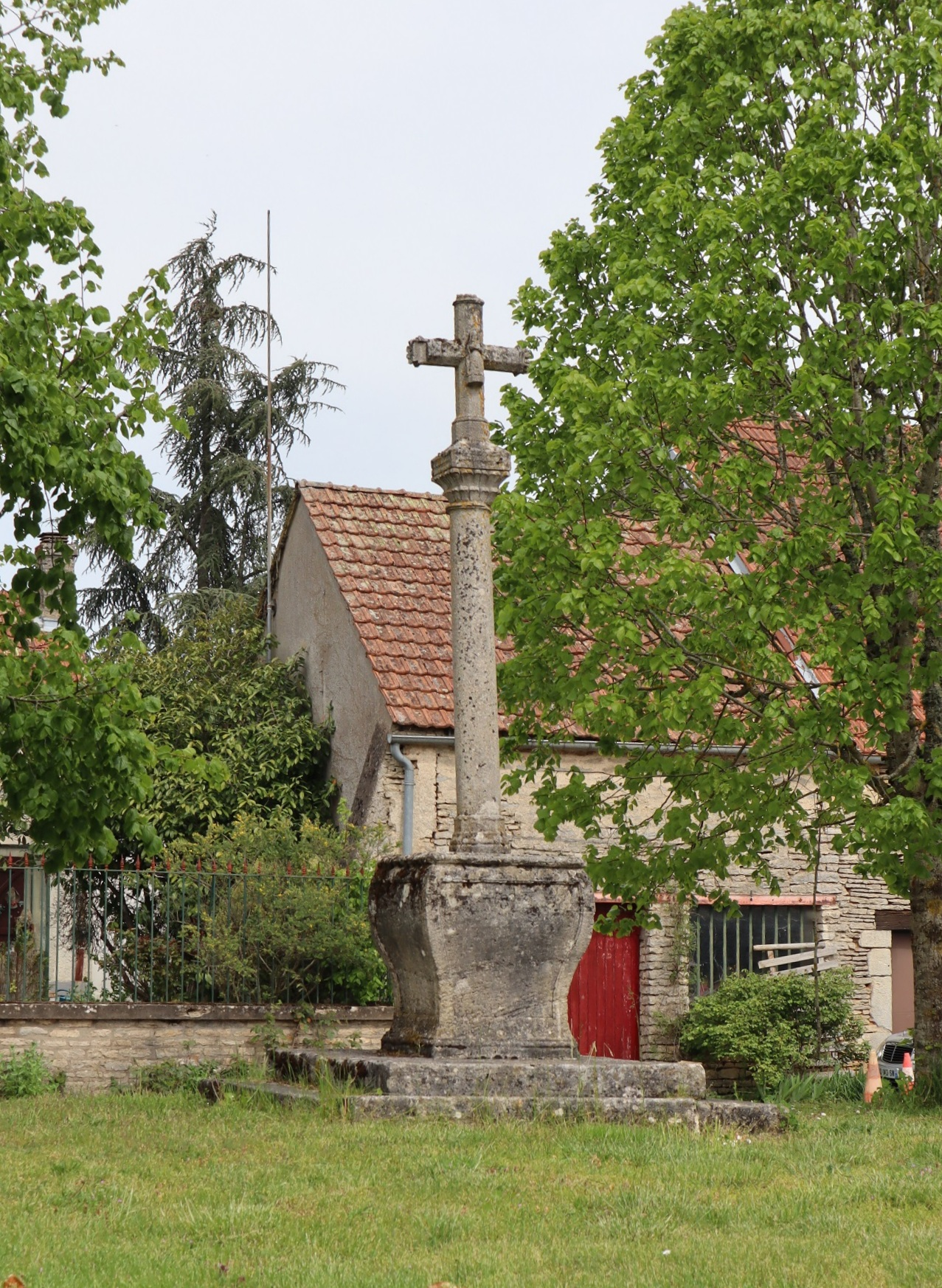
Calvaire à l'entrée du bourg.
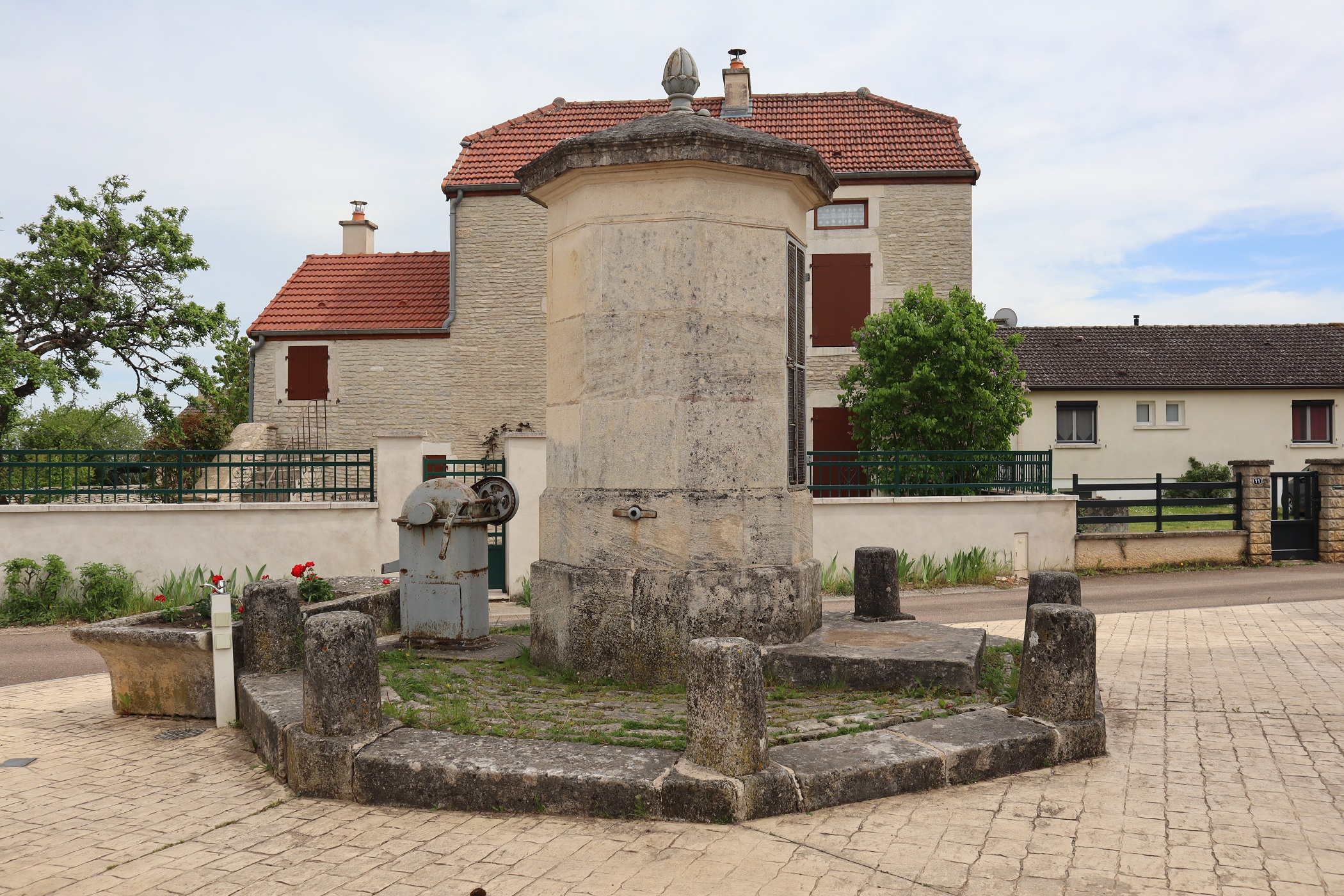
Fontaine, place de la mairie.
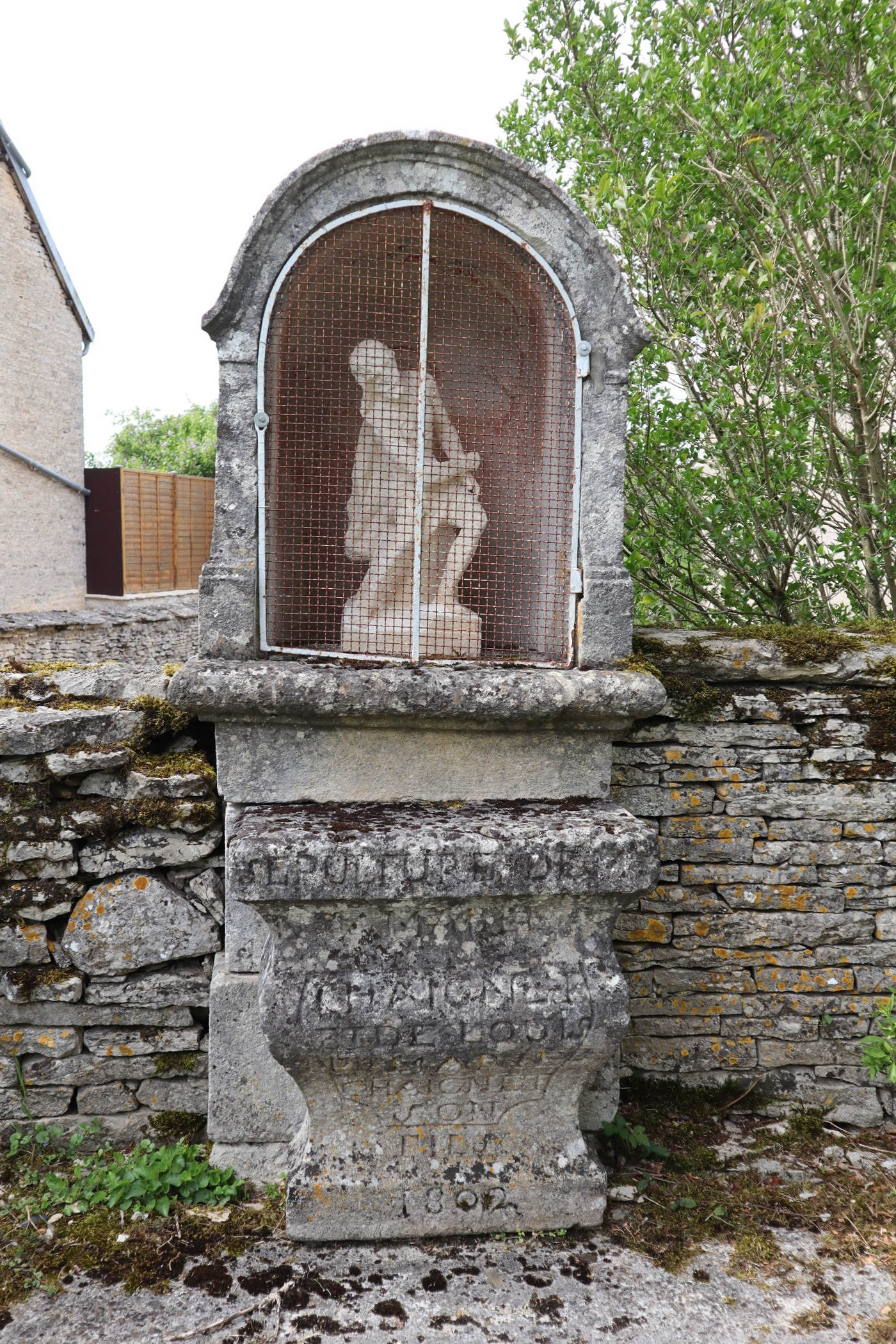
Niche-oratoire du Dieu de Pitié.